# Parahyliota africanus
Parahyliota africanus es una especie de coleóptero de la familia Silvanidae. Fue descrito en 1889 por Antoine Henri Grouvelle.

## Distribución geográfica
Habita en el oeste de África.